# Juan Manuel Olarieta Alberdi
Juan Manuel Olarieta Alberdi (Barakaldo, 1955) és un economista i advocat penalista basc que des del 1978 ha exercit com a defensor de represaliats polítics i presos socials. Ha defensat, entre d'altres, activistes dels GRAPO i també ha treballat a escala internacional en els judicis de les Brigades Roges italianes i de la Fracció de l'Exèrcit Roig a la República Federal d'Alemanya. Més recentment, ha format part dels equips de defensa dels rapers Valtònyc i Pablo Hasél.

## Obra publicada
- Los jueces en el banquillo. Antejuicio e impunidad judicial: el caso de las sentencias bondadosas.  Madrid: Kaydeda, 1991. ISBN 84-86879-28-0.
- Las leyes de represion del anarquismo a finales del siglo XIX. 2019.